# Коліпінто
Коліпі́нто (Phlogophilus) — рід серпокрильцеподібних птахів родини колібрієвих (Trochilidae). Представники цього роду мешкають в Андах.

## Види
Виділяють два види:
- Коліпінто еквадорський (Phlogophilus hemileucurus)
- Коліпінто перуанський (Phlogophilus harterti)

## Етимологія
Наукова назва роду Phlogophilus походить від сполучення слів дав.-гр. φλοξ — спалах, проблиск і φιλος — любитель.